# Lipstick (película de 1976)
Lipstick, estrenada en castellano con los títulos de: Lápiz de labios (en España), Violenta posesión (en México) o Violación (en Argentina, Bolivia, Uruguay y Venezuela), es una película estadounidense de 1976 dirigida por Lamont Johnson y musicalizada por Michel Polnareff, la cual significó el debut como actrices de -la entonces supermodelo- Margaux Hemingway y su hermana menor Mariel Hemingway, quienes acompañaron a Chris Sarandon y Anne Bancroft en los roles estelares.

## Sinopsis
Chris McCormick es una exitosa y muy cotizada modelo residente en Los Ángeles quien, durante la filmación de un comercial de lápiz labial, conoce a Gordon Stuart, el profesor de Música de la escuela donde estudia la hermana menor de aquella, Kathy. El docente aprovecha la ocasión para pedirle a la modelo que escuche una pieza de música electrónica que él compuso para ver si ella puede recomendarle a gente especializada en el tema. Chris accede y quedan de verse en su departamento al día siguiente.
La visita de Gordon a Chris transcurre normalmente y el músico amateur coloca a la modelo la pieza en cuestión pero, un rato más tarde, suena el teléfono y vemos que es Steve, el mánager y novio de Chris quien la llama para despedirse de ella (ya que se va de viaje de negocios a Seattle). Chris atiende la llamada desde su habitación dejando a Gordon en la sala y se queda hablando con su novio durante un buen rato. El profesor interpreta esto como un desplante por parte de su anfitriona y al terminar la llamada se acerca a la habitación de Chris para reclamarle pero, al ver el retrato de un sacerdote (quien es, en realidad, el hermano de las McCormick) en la mesa de noche, comienza a hacerle insinuaciones sexuales. Ofendida, ella le ordena que se largue de la casa, pero él termina encolerizándose y la forcejea hasta lograr maniatarla y, después, violarla.
Un rato después, llega Kathy de la escuela, y la niña descubre inadvertidamente a la pareja en pleno ayuntamiento por lo que, al intuir algo, Gordon desata a su víctima y huye rápidamente del lugar mientras que Chris encuentra a su hermana Kathy en otra habitación, impactada. 
Gordon es denunciado y arrestado por violación pero, a pesar de los esfuerzos de la fiscal de distrito Carla Bondi por lograr demostrar en el juicio la culpabilidad del músico amateur, el abogado de este logra convencer al jurado que dicha violación había sido provocada indirectamente por Chris debido a que, inadvertidamente, él la vio desnuda tanto en la filmación del comercial como en las fotos publicitarias del mismo, por lo que Gordon termina siendo declarado inocente.
Tras el fallo judicial, la campaña publicitaria de Chris es suspendida por un año y al descubrir que fue el mismo Steve quien dio esa orden, ella decide irse con su hermana a Colorado pero no sin antes terminar lo que será su última sesión de fotos para la campaña en un centro comercial aún en construcción. En cierto momento de la misma, Kathy se aburre y aprovecha para dar una vuelta por el lugar pero, como terrible coincidencia, se encuentra Gordon, quien está ensayando con sus alumnas un show de ballet con música contemporánea. Gordon se encuentra con Kathy al final del ensayo y éste también comienza a hacerle insinuaciones a la niña. Ella trata de escapar, pero Gordon la alcanza en un pasillo solitario para abusar de ella sexualmente.
Kathy regresa a la sesión de fotos y, cuando la modelo le pregunta por qué aparece con la ropa desgarrada y la cara lastimada, la niña termina contándole todo y Chris, furiosa y corre hacia el estacionamiento para buscar una escopeta que está dentro de su auto para buscar a Gordon y acribillarlo a balazos en plena calle. La modelo es arrestada y, luego que en el juicio escuchamos a Carla Bondi (quien es ahora su abogada defensora) en su cierre de argumento justificando el comportamiento de su defendida debido a la absolución de Gordon Stuart en el juicio anterior -al calificarlo como un error judicial- y la posterior violación de su hermana, el jurado decide declarar inocente a Chris McCormick, finalizando así la película.

## Elenco
- Margaux Hemingway ... Chris McCormick
- Chris Sarandon ... Gordon Stuart
- Perry King ... Steve Edison
- Anne Bancroft ... Fiscal de Distrito Carla Bondi
- Robin Gammell ... Nathan Cartright, abogado de Gordon Stuart
- John Bennett Perry ... Padre Martin McCormick
- Mariel Hemingway ... Kathy McCormick
- Francesco Scavullo ... Él mismo
- Meg Wyllie ... Sor Margaret
- Inga Swenson ... Sor Monica
- Lauren Jones ... Mujer Policía
- William Paul Burns ... Juez Weatherby
- Way Bandy ... Maquillador
- Harry King ... Peluquero
- Sean Byrnes ... Asistente del fotógrafo
- Catherine McLeod ... Asistente de la revista Vogue
- Macon McCalman ... Fotógrafo de la policía
- Mary Margaret Lewis ... Empleada de la Corte
- Nick Masi Jr. ... Periodista
- Peggy Rea ... Periodista
- Bill Zuckert ... Portero del edificio en donde vive Chris McCormick
- Tamara Chaplin ... Bailarina de la clase de Gordon Stuart
- Lisa Walford ... Bailarina de la clase de Gordon Stuart
- Betty Sinow ... Bailarina de la clase de Gordon Stuart
- Ruth Teifel ... Bailarina de la clase de Gordon Stuart
- Mary Ann Kellogg ... Bailarina de la clase de Gordon Stuart
- Sharon Rubin ... Bailarina de la clase de Gordon Stuart

## Premios y nominaciones
Mariel Hemingway fue nominada a los Premios Globo de Oro de 1977 a la nueva estrella del Año en el renglón de Actriz.